# Mitragyna inermis
Mitragyna inermis ist eine Pflanzenart in der Familie der Rötegewächse (Rubiaceae). Sie ist in West- und Zentralafrika beheimatet.

## Beschreibung
Mitragyna inermis wächst als Baum, der Wuchshöhen etwa 8 bis 10 Meter erreicht und oft schon an der Basis stark verzweigt ist. Die gegenständigen und kurz gestielten Laubblätter sind mit einer Länge von etwa 6 bis 9 cm sowie einer Breite von 3,5 bis 5 cm elliptisch bis verkehrt-eiförmig. Die Blattbasis ist rund bis herzförmig und die Blattspitze zugespitzt.
Die weißen bis cremefarbenen und stark duftenden, zwittrigen Blüten mit doppelter Blütenhülle stehen in kugeligen, 2 bis 2,5 cm großen Blütenständen zusammen. Die dunkelbraunen Fruchtstände mit vielen kleinen Kapselfrüchten verbleiben noch lange auf dem Baum.

## Verbreitung
Vom Senegal bis zum Kongo und Sudan kommt Mitragyna inermis hauptsächlich in häufiger überschwemmten Ufer- und Auenbereichen von Gewässern vor.

## Systematik
Diese Art wurde 1793 als Uncaria inermis von Carl Ludwig Willdenow in Usteri. Delect. Opusc. Bot., 2, S. 199, Tafel 3 erstveröffentlicht. Den heute gültigen Namen Mitragyna inermis veröffentlichte Carl Ernst Otto Kuntze in Revisio Generum Plantarum, 1, 1891, S. 288. Weitere Synonyme für Mitragyna inermis (Willd.) Kuntze sind: Adina inermis (Willd.) Roberty, Cephalanthus africanus Rchb. ex DC., Mitragyna africana (Willd.) Korth., Nauclea africana Willd., Nauclea africana var. luzoniensis DC., Nauclea inermis (Willd.) Baill., Nauclea platanocarpa Hook.f., Platanocarpum africanum (Willd.) Hook.f. und Stephegyne africana (Willd.) Walp.

## Verwendung
Rinde, Blätter und Wurzeln von Mitragyna inermis werden in Westafrika als Human- und Veterinärmedizin verwendet.